# Faker
李相赫（：／ Lee Sang-Hyeok，1996年5月7日—），職業IDFaker，韩国《英雄聯盟》職業電競選手。他出道至今均效力於T1戰隊，五度奪得世界冠軍、两度奪得季中邀請賽冠軍、十度奪得韓國冠軍聯賽冠軍、一次亞洲洲際賽冠軍和一個全明星賽冠軍（季中賽前身），為首位完成英雄聯盟大滿貫的選手。2022年，他为韩国在亚运会英雄联盟项目上夺得金牌。
2024年成为首位入选英雄联盟名人堂的选手。
Faker被普遍視为英雄联盟电竞史上最伟大的选手，同時也是電競文化的代表人物。
2024年11月20日Faker受到韓國外交部邀請出席「2024 Future Dialogue for Global Innovation」進行演講。

## 早年
1996年5月7日，李相赫出生在韓國，從小熱衷拼圖及電子遊戲，如《魔獸爭霸III》中的自訂地圖以及DOTA四大遊戲分支的《渾沌Online》。2011年底，他開始玩《英雄聯盟》，並且很快地就成為了高手，以「고전파」（古典派）名稱登上韓國伺服器單人排位第一並以沒有固定英雄池為玩家認知，受到職業隊伍青睞。2013年2月選擇加入SK Telecom T1戰隊。

## 職業生涯

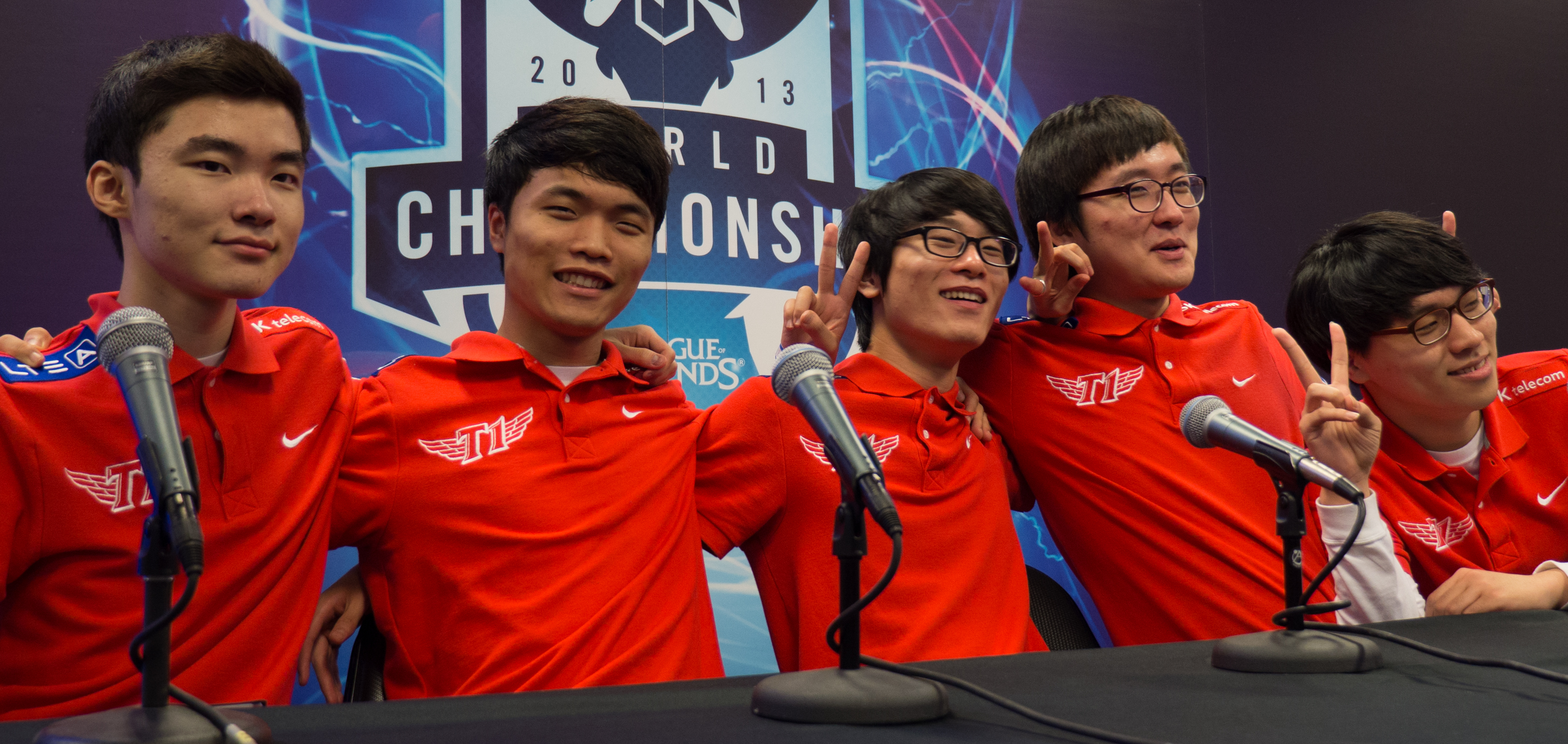
S3全球总决赛的冠軍SK Telecom T1，從左至右為Faker、Impact、Piglet、PoohManDu和Bengi。

Faker出名的英雄分別有勒布朗、劫、阿璃、雷玟、奈德麗、犽宿、逆命、伊澤瑞爾、露璐、艾妮維亞、易大師、黛安娜、卡薩丁、雷茲、庫奇、阿祈爾、飛斯、維克特、奧莉安娜、星朵拉、極靈、卡莎碧雅、卡特蓮娜、路西恩、加里歐、伊瑞莉雅、阿卡莉、麗珊卓、妮可、賽勒斯、崔絲塔娜、薇可絲、泰達米爾、凱莎等等。他是史上第一個五次奪得英雄聯盟世界大賽冠軍的選手。他目前的四個冠軍造型分別是：S3世界大賽 SKT T1 劫(2013)、S5世界大賽 SKT T1 雷茲(2015)、S6世界大賽 SKT T1 星朵拉(2016)、S13世界大賽 T1 奧莉安娜(2023)。

### 2013
2013年4月6日第一次為SK Telecom T1 #2在職業賽場上陣，對手是 CJ Blaze。
在比賽過程中使用奈德麗單殺了當時韓國公認最強中路選手Ambition，並以2:0贏得系列賽，在韓國一戰成名。
在2013年OGN夏季赛决赛KT.Bullets对阵SKT.T1的比赛中，KT.Bullets先是打出了2：0的成绩，但随后SKT.T1连赢两局，将比分改写为2：2。在第五盘盲选局中，Faker和Ryu均选择了劫，在第32分钟，Faker以五分之一血量反杀了满血的Ryu。SKT最終贏下第5局奪得冠軍，Faker也因此在全世界聲名大躁。及後在2013年英雄聯盟世界大賽首度奪得冠軍。

### 2014
在2013-2014年冬季PANDORA.TV 冠军赛上，K队的新赛季开始得更好没有输掉一场比赛，并且在 OGN 锦标赛中取得了队伍有史以来最出色的表现。他们在决赛中横扫了Samsung Ozone，仅仅一年之后，Faker 就证明了自己是有史以来最伟大的英雄联盟选手。然而，在ManDu因健康问题下台后，队伍的取得的成绩并没有保持下去，随之选择了Casper担任教练。最终在HOT6iX Champions Spring 2014上的糟糕表现在四分之一决赛中以3-1输给了Ozone。 ManDu在 2014 年巴黎全明星赛之前重新加入了。之后他们横扫了整个锦标赛并获得了干净的9-0战绩，最终在对阵OMG的决赛中占据主导地位。他们满怀希望地回到韩国参加2014年夏季HOT6iX冠军赛，但最终反映了他们上一次OGN的结果，在四分之一决赛中以3-1输给了Samsung White。他们在决胜局中输给了世界第二的韩国种子，再次输给了怀特，被横扫了。 K在2014赛季韩国地区总决赛中被种子选手打进决赛，但最终以3-1输给了NaJin White Shield，无缘世界赛。

### 2015

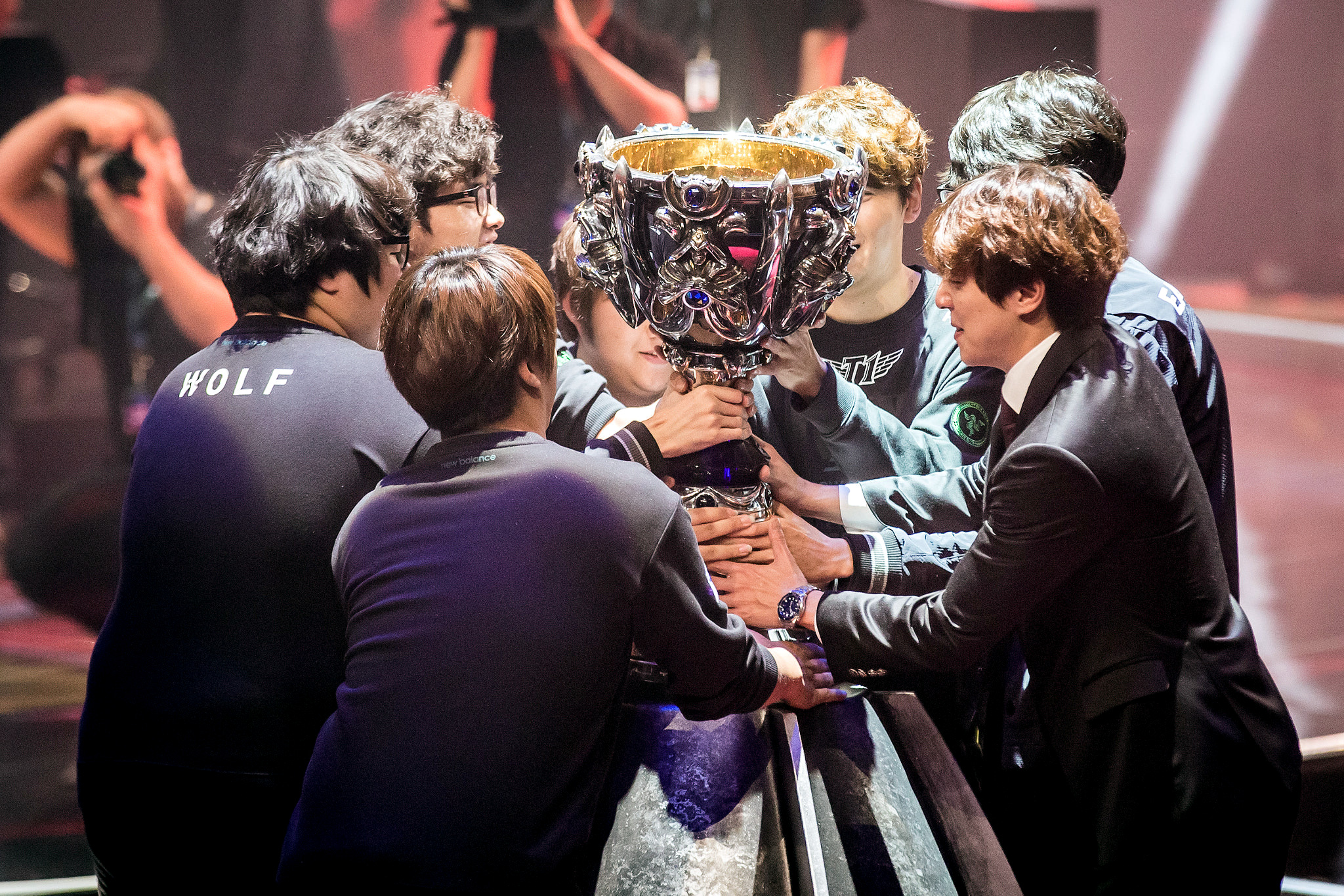
Faker2015全球总决赛的冠軍

2015年因為韓國冠軍聯賽制度改變，導致大量韓國選手外流，包括2014年世界冠軍Samsung White戰隊所有成員全部轉投中國。但Faker選擇留在韓國，並拒絕一份來自中國戰隊，年薪接近一千萬人民幣的合約。及後在2014年11月，拒絕多間中國線上平台直播提供的合約。其中一份包括3百萬人民幣合約金和1百萬人民幣年薪。
2015年英雄聯盟世界大賽帶領SKT T1戰隊以15勝1負成績大熱姿態第2度贏得世界冠軍。

### 2016
在2016年4月23日，Faker帶領SKT獲得2016年LCK春季賽冠軍的同時，完成了個人職業生涯第300場出賽，共計221勝79負，勝率高達73.7% 。
在2016年7月11日SKT对阵MVP的比赛中，Faker使用馬爾札哈完成了职业生涯中的第1000个击杀，成為了韓國職業聯賽首位達成千殺的選手。2016年世界大賽決賽以3:2擊敗Samsung Galaxy戰隊第3度贏得世界冠軍。

### 2017
在2017年2月6日，首次在Twitch直播時，最高同時收看人數達到245,100人，打破當時單一實況主在Twitch實況的最高紀錄，後被北美知名實況主Tyler1的38萬觀眾人數所超越。
2017年世界大賽決賽在北京國家體育場被Samsung Galaxy戰隊成功復仇，以0:3落敗，無縁三連霸。

### 2018
2018年亚洲运动会新增電子競技表演項目 ，Faker以韓國國家代表中單身份出戰，韓國代表隊於2018年6月10日在香港舉行之亞運預選賽東亞賽區中以第一名出線，並於2018年8月29日在雅加達舉行之決賽中取得銀牌。

### 2019
2019年2月25日，Faker效力的電競團隊SKT T1更名為T1
2019年4月13日，SKT T1贏得2019 LCK春季賽冠軍，決賽以3-0擊敗Griffin，同時也是Faker生涯的第7個韓國冠軍。
2019年5月，隨著贏得國內冠軍，SKT T1代表韓國出戰季中邀請賽，半決賽以2:3被歐洲戰隊G2淘汰。
2019年7月7日，随着LCK拿下2019年亚洲洲际赛冠军，Faker成为LOL历史上第一个大满贯选手（分赛区冠军、S赛冠军、洲际赛冠军、MSI冠军、全明星冠军）。2019年8月31日，贏得他第8個韓國冠軍，在LCK夏季賽決賽以3:1再次擊敗Griffin，同時以首號種子身份出戰S9英雄聯盟世界大賽。
2019年11月3日，英雄聯盟世界大賽四強賽，SKT T1再次對戰歐洲老牌戰隊G2，最終以1:3的成績敗給G2，無緣晉級決賽，也是Faker第一次出戰世界大賽未能晉級決賽。

### 2020
2020年3月5日對陣AF比賽中,成為LCK首位二千殺的選手。
2020年4月25日，T1贏得2020 LCK春季賽冠軍，決賽以3-0擊敗GEN.G，同時也是Faker生涯的第9個韓國冠軍，3連冠。
2020年12月，Faker再次捐赠3千万韩元抗击新冠疫情，这是其在3月捐款3千万韩元后的再一次捐款，该年度其已累计捐赠7000万韩元。

### 2021
2021年4月4日，Faker所在隊伍T1在LCK春季準決賽不敵Gen.G，以0：3敗給Gen.G，獲得殿軍。
2021年8月28日，Faker所在的T1在LCK夏季赛决赛中以1：3落敗DWG KIA，獲得亞軍。
2021年以區域資格賽冠軍取得英雄聯盟世界大賽資格，並在10月16日以5勝1負成為B組小組第一名。10月22日半準決賽以3：0贏過HLE獲得準決賽資格。但於10月30日準決賽時，以2：3惜敗給DWG KIA 
，最終止步四強。

### 2022

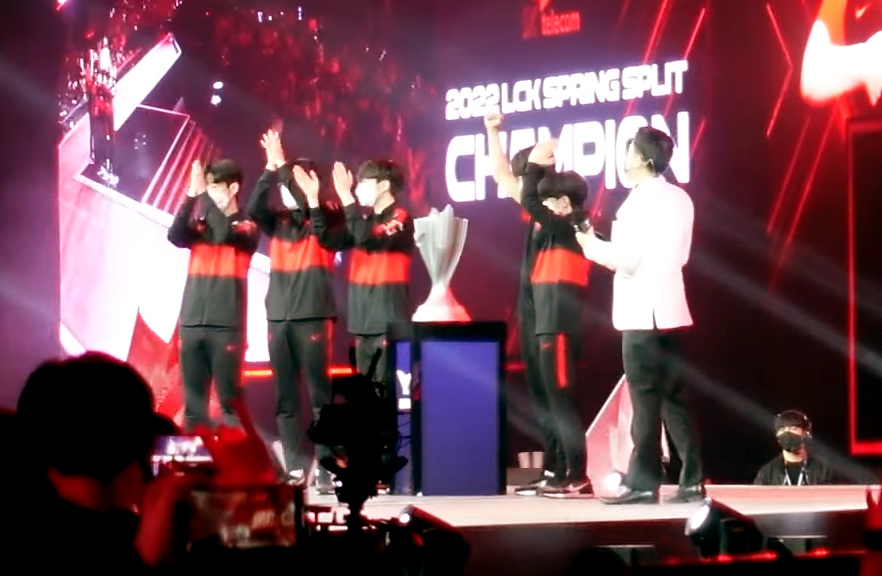
Faker生涯的第10個韓國冠軍.

2022年春季賽常規賽18勝0負，達成LCK史上第一次全勝戰績。
2022年4月2日，T1贏得2022 LCK春季賽冠軍，決賽以3-1擊敗Gen.G，同時也是Faker生涯的第10個韓國冠軍，在2022 LCK春季賽沒有輸過一場系列賽。
5月28日，T1以3-0横扫G2晋级MSI决赛，但于5月29日以2-3不敌RNG，获得亚军
8月28日，LCK夏季赛决赛T1以0-3不敌GEN.G获得亚军，并晋级S12全球总决赛
10月11日，达成在世界赛100场出场，胜率为72胜28负
10月14日，T1双杀卫冕冠军EDG以5胜1负成为A组第一晋级淘汰赛，10月22日四分之一决赛T1以3-0横扫MSI三冠王RNG，10月30日半决赛T1以3-1击败LPL一号种子JDG晋级决赛，Faker和T1自2017年以来再次进入全球总决赛决赛
11月6日决赛，T1以2-3惜敗DRX获得亚军，无缘四冠王。
Faker达成世界赛350击杀，排名世界第一。
11月28日，T1官方宣布与Faker续约3年。

### 2023

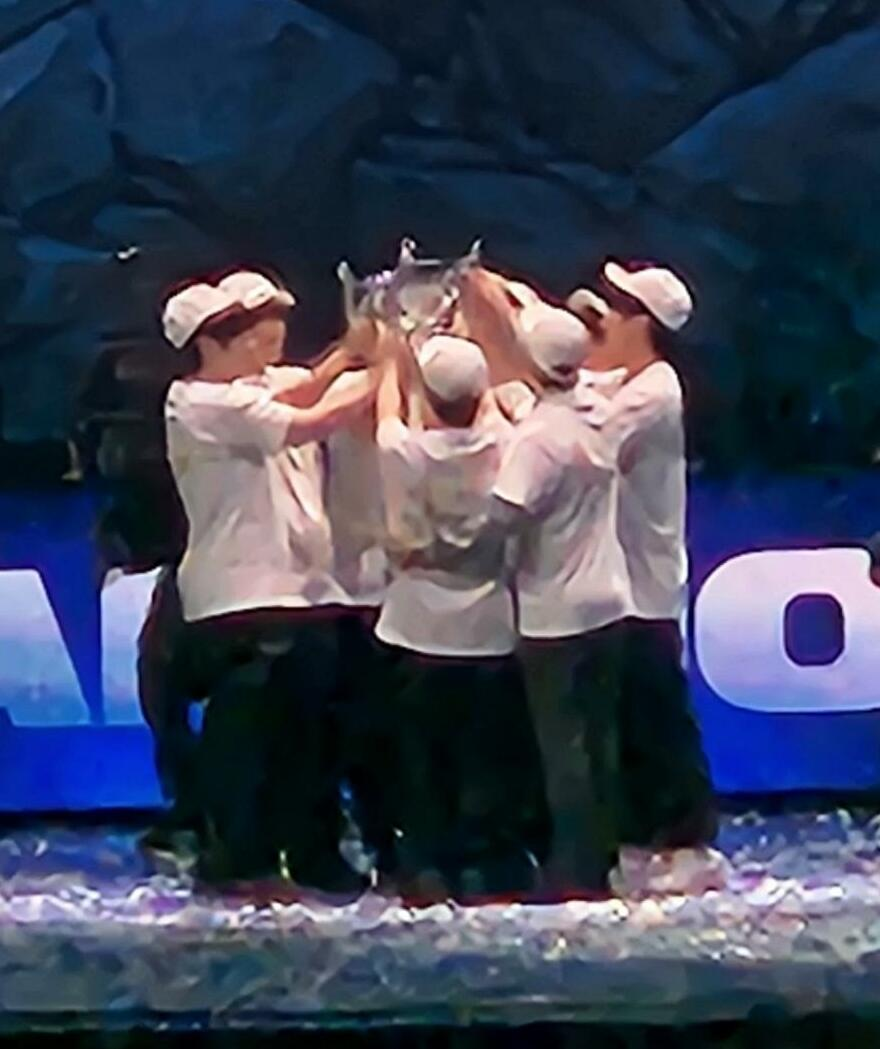
Faker2023全球总决赛的冠軍

2023年LCK春季赛，Faker带领T1在常规赛获得17胜1负的成绩排名第一，并在季后赛中以3-2击败KT、3-1击败GEN杀入决赛，最终在决赛中1-3不敌从败者组杀出的GEN获得亚军，同时也获得了2023年MSI的参赛资格。
2023年MSI，T1以LCK二号种子身份直接进入第二阶段双败淘汰赛，在3-0击败欧洲赛区的MAD、3-2击败GEN后，T1接连以2-3、1-3的比分不敌中国赛区的JDG和BLG，最终获得第三名。
2023年LCK夏季赛，Faker带领T1在前八轮取得了6胜2负的成绩排名第三，Faker在比赛中的状态也起伏不定。7月5日，T1俱乐部突然发布公告，宣布Faker因右手的持续疼痛将暂时停止参加比赛。Faker休赛期间，T1仅取得了1胜7负的成绩，敗场数甚至超过了过去三年联赛常规赛总数。8月2日，Faker在对阵KDF的比赛中复出，并带领队伍赢下了最后两场常规赛，最终T1以9胜9负的成绩排名第五进入季后赛。夏季賽季後賽第一輪，T1以3-1的比分擊敗DK，第二輪對上常规赛戰績第一的KT，T1以3-2之比分擊敗KT進入胜者组決賽，在胜者组決賽以2-3之比分敗於GEN，在敗部決賽以3-2比分再次戰勝KT，同時取得參加2023英雄聯盟世界赛資格，在夏季總決賽以0-3之比分不敵GEN，屈居亞軍。
在2023世界大賽總冠軍賽上，Faker率領T1戰隊3:0完封WBG，时隔7年再度獲得世界冠軍，成為英雄聯盟電競史上第一個四冠王。同時T1在小組賽以2:0完封BLG，八強賽以3:0完封LNG，四強賽以3:1淘汰JDG，合計11:1的表現保持了Faker在世界大賽上，對LPL賽區隊伍BO5百分百的勝率紀錄，也是史上唯一一次單一隊伍於世界賽戰勝LPL賽區前四種子。

### 2024
T1參加2024年電競世界盃（EWC）電競世界盃，在八強中2:1擊敗BLG戰隊，四強中也以2:1擊敗TL，決賽時3:1戰勝TES，獲得EWC首屆英雄聯盟冠軍，而Faker也獲得MVP的榮譽。
T1在整個夏季賽表現並不出色，不過最後仍然在資格賽以3:2的比分擊敗KT後獲得LCK地區最後一張世界賽門票，也是Faker第九次進入世界賽，超越了原先並列的Jensen，成為英雄聯盟參與世界大賽次數最多的選手。
在瑞士制第一輪BO1中1:0敗給TES，在2至3輪中以1:0擊敗PNG、BLG戰隊，並在第四輪中（BO3）以2:0戰勝LEC賽區第一種子G2 Esports，進入八強，這個BO3的第二勝同時也是個人在世界賽的第100勝。八強中3:0戰勝在瑞士制第一輪惜敗的TES，也是他連續第九次在個人有參加的世界賽中打入四強。隨後在四強中以3:1擊敗了全年對戰沒有贏過的韓國第二種子Gen.G，獲得了決賽資格。
決賽時T1以3:2的比分戰勝英雄聯盟年度最終排名第一的BLG戰隊，獲得S14世界賽冠軍。Faker被評為FMVP（總冠軍賽最有價值選手），這是他第二次獲得世界賽MVP。同時，他在決賽第四場成為第一位在世界賽舞台上達成總計500次擊殺的選手。

## 名稱由來

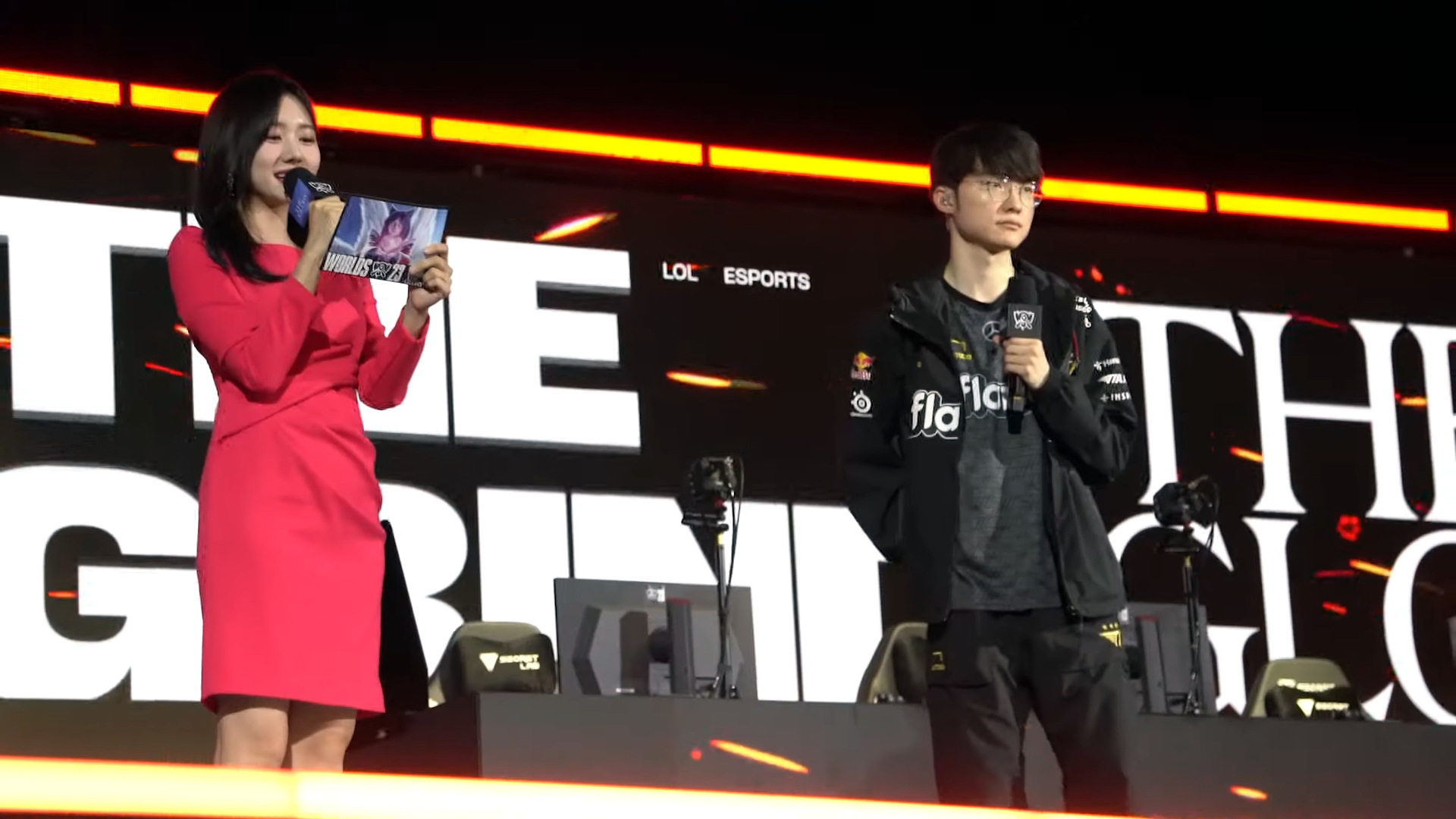
2023年全球总决赛冠军 Faker.

李相赫的「Faker」是一個英語单词，即欺詐者、捏造者之意，名字的由來可能與他最愛用的英雄勒布朗的稱號詐欺師有關。
关于李相赫本人可以找到的回应中曾提到“Faker这个词虽含贬义，但很酷”。

## 人物评价
2016年12月，《朝鲜日报》通过在此之前结束的英雄联盟2016賽季全球总决赛介绍了英雄联盟，并将Faker称为国民级运动员，此外还将Faker的影响力比作朴智星（足球員）、金妍儿等运动员。
2019年4月，Faker入選《富比士》年度傑出青年「30 Under 30」亞洲區傑出青年中的「運動與體育」項目，成為韓國首位入圍該獎項的英雄聯盟選手。
2023年12月，Faker 在本月被評選為「年度最佳PC選手」。
2023年12月15日，英國《泰晤士報》首席體育記者Owen Slot 將 Faker 選手評選為 2023 體育界最具影響力的人物之一，並在網路版新聞中將他的照片放在居中位置。這是《泰晤士報》首次將電競選手選為「體育界十大影響力人物」。《泰晤士報》對 Faker 選手的介紹內容為：被粉絲們稱為「不死大魔王（Unkillable Demon King）」的 Faker 選手是韓國電競俱樂部 T1 戰隊的中路，T1 在首爾舉行的英雄聯盟全球總決賽決賽中，以 3 比 0 戰勝 WBG奪冠。一般來說，Faker 選手可以稱之為是電競史上最優秀的選手。雖然我們不報導電競。重要的是 2023 年英雄聯盟全球總決賽創下了 590 萬名以上同時在線的觀眾人數的新紀錄。他們大部分是傳統運動想要吸引的年輕一代。傳統體育正在被遊戲產業侵蝕，因為它們象徵著年輕、數位、關聯性和生存，我們不能對此視而不見。因此，IOC 於今年 6 月在新加坡舉辦了首屆奧運電子競技系列賽，該比賽非常成功，因此可能會想舉辦更多的比賽。距離Faker選手和博爾特一樣成為主流奧運超級明星，享受「運動」的日子越來越近了。

## 获奖及荣誉

### 团队荣誉
| 年份   | 團隊           | 賽事                            | 名次   |
| ------ | -------------- | ------------------------------- | ------ |
| 2013年 | SKT T1         | 2013年OGN夏季賽                 | 冠軍   |
| 2013年 | SKT T1         | 2013年世界大賽                  | 冠軍   |
| 2014年 | SKT T1         | 2014年OGN冬季賽                 | 冠軍   |
| 2015年 | SKT T1         | 2015年LCK春季赛                 | 冠軍   |
| 2015年 | SKT T1         | 2015年季中邀請賽                | 亞軍   |
| 2015年 | SKT T1         | 2015年LCK夏季赛                 | 冠軍   |
| 2015年 | SKT T1         | 2015年世界大賽                  | 冠軍   |
| 2016年 | SKT T1         | 2016年LCK春季赛                 | 冠軍   |
| 2016年 | SKT T1         | 2016年季中邀請賽                | 冠軍   |
| 2016年 | SKT T1         | 2016年世界大賽                  | 冠軍   |
| 2017年 | SKT T1         | 2017年LCK春季赛                 | 冠軍   |
| 2017年 | SKT T1         | 2017年季中邀請賽                | 冠軍   |
| 2017年 | SKT T1         | 2017年世界大賽                  | 亞軍   |
| 2018年 | SKT T1         | 2018年LCK春季赛                 | 第四名 |
| 2018年 | SKT T1         | 2018年洲際系列賽                | 亞軍   |
| 2019年 | T1             | 2019年LCK春季赛                 | 冠軍   |
| 2019年 | T1             | 2019年LCK夏季赛                 | 冠軍   |
| 2019年 | T1             | 2019年世界大賽                  | 四強   |
| 2020年 | T1             | 2020年LCK春季赛                 | 冠軍   |
| 2021年 | T1             | 2021年世界大賽                  | 四強   |
| 2022年 | T1             | 2022年LCK春季賽                 | 冠軍   |
| 2022年 | T1             | 2022年季中邀請賽                | 亞軍   |
| 2022年 | T1             | 2022年LCK夏季赛                 | 亞軍   |
| 2022年 | T1             | 2022年世界大賽                  | 亞軍   |
| 2023年 | T1             | 2023年LCK春季賽                 | 亞軍   |
| 2023年 | T1             | 2023年季中邀請賽                | 季軍   |
| 2023年 | T1             | 2023年LCK夏季赛                 | 亞軍   |
| 2023年 | 韩国国家代表队 | 2022年杭州亞運 – 英雄聯盟項目   | 金牌   |
| 2023年 | T1             | 2023年世界大賽                  | 冠軍   |
| 2024年 | T1             | 2024年LCK春季賽                 | 亞軍   |
| 2024年 | T1             | 2024年季中邀請賽                | 季軍   |
| 2024年 | T1             | 2024年電競世界盃 – 英雄聯盟項目 | 冠軍   |
| 2024年 | T1             | 2024年LCK夏季赛                 | 殿軍   |
| 2024年 | T1             | 2024年世界大賽                  | 冠軍   |
| 2025年 | T1             | 2025年季中邀請賽                | 亞軍   |
| 2025年 | T1             | 2025年電競世界盃 – 英雄聯盟項目 | 季軍   |

### 个人荣誉

#### 2013
- OGN英雄联盟夏季赛MVP
- 韩国电竞年度大赏年度LOL最佳中单选手

#### 2014
- OGN英雄联盟冬季赛MVP

#### 2015
- LCK夏季赛MVP
- 韩国电竞年度大赏年度最佳LOL选手奖
- 韩国电竞年度大赏年度最具人气LOL选手
- 韩国电竞年度大赏年度最佳电竞选手

#### 2016
- MSI冠军MVP
- 英雄联盟S6全球总决赛MVP
- 韩国电竞年度大赏年度最佳电竞选手
- 韩国电竞年度大赏年度最具人气LOL中单选手
- 韩国电竞年度大赏年终大赏

#### 2017
- The Game Awards最佳电竞选手

#### 2018
- 世界电竞名人堂10人之一

#### 2019
- 世界电竞名人堂10人之一

#### 2020
- 世界电竞名人堂10人之一

#### 2022
- LCK春季賽最佳阵容一阵
- 世界电竞名人堂10人之一

#### 2023
- LCK春季賽最佳阵容一阵中路選手
- The Game Awards 最佳电竞选手
- 2023 LCK Awards 年度中路選手
- 2023 LCK Awards 年度選手

#### 2024
- 電競世界盃 英雄聯盟MVP
- 英雄聯盟S14世界大賽MVP
- The Game Awards最佳電競選手
- 2024 LCK Awards 年度選手
- 2024 LCK Awards 年度中路選手
- 2024 LCK Awards OP.GG搜尋王

## 影視作品

### 綜藝節目
| 年份   | 日期     | 頻道    | 節目名稱                | 集數 |
| ------ | -------- | ------- | ----------------------- | ---- |
| 2018年 | 11月19日 | KBS2    | 《大國民脫口秀-你好》   | 389  |
| 2020年 | 1月1日   | MBC     | 《黃金漁場 Radio Star》 | 650  |
| 2020年 | 9月30日  | tvN     | 《劉QUIZ ON THE BLOCK》 | 74   |
| 2020年 | 11月3日  | V LIVE  | 《Run BTS!》            | 114  |
| 2020年 | 11月10日 | V LIVE  | 《Run BTS!》            | 115  |
| 2020年 | 12月31日 | Wavve   | 《About time》          | 2    |
| 2023年 | 9月21日  | YouTube | 《文明特急》            | 310  |
| 2023年 | 12月20日 | tvN     | 《劉QUIZ ON THE BLOCK》 | 224  |
| 2024年 | 1月27日  | JTBC    | 《認識的哥哥》          | 418  |
| 2025年 | 1月14日  | YouTube | 《Salon Drip2》         | 73   |

### 電影
| 上映日期     | 電影名稱         |
| ------------ | ---------------- |
| 2024年9月4日 | T1 Rose Together |

## 外部連結
- Faker的Instagram帳戶
- Faker的X帳戶
- Faker的新浪微博
- Faker的YouTube頻道
- Faker的bilibili頻道
- Faker的SOOP頻道（韓版）
- Faker的SOOP頻道（國際版）
- Faker的虎牙直播間